# Garner Tullis
Garner Handy Tullis (* 12. Dezember 1939 in Cincinnati, Ohio; † 5. Dezember 2019) war ein US-amerikanischer Künstler. Er lebte und arbeitete nach den Terroranschlägen vom 11. September 2001 in Pietrarubbia, Italien.

## Biografie
Garner Tullis war eines von drei Kindern aus der Ehe des Industriellen Richard Barcley Tullis (1913–1999) und der Malerin Chaillé Handy, Tochter des Schwimmers und Filmpioniers Henry Jamison Handy. Seine Eltern waren die Stifter des Principal Viola Chairs des Cleveland Orchestra, den derzeit Robert Vernon innehat. Garner Tullis hatte zwei Geschwister, Sarah („Sallie“) und Richard Barcley jun.
Nach dem Besuch des Principia Colleges studierte Tullis zunächst an der University of Pennsylvania, wo er 1963 zum  Bachelor of Arts und ein Jahr darauf zum Bachelor of Fine Arts graduierte. Aufgrund mehrerer Stipendien das Fulbright-Programms war es ihm möglich, seine Studien in Florenz fortzusetzen und Europa zu durchreisen. Im Anschluss setzte er seine Studien an der Stanford University fort und erlangte dort 1967 den akademischen Grad Master of Arts. 1972 gründete er das International Institute of Experimental Printmaking, wo er mit namhaften Künstlern zusammenarbeitete. Auch sein Sohn Richard (* 1962), ebenfalls Grafiker, lernte hier bereits in jungen Jahren.
Tullis lehrte am Bennington College, an der California State University, Stanislaus, der University of California, Berkeley und auch in Davis, ebenso wie an der Harvard University. Seine Arbeiten zählen zu renommierten Sammlungen, beispielsweise zu denen des Cleveland Museums of Art, des Museums of Modern Art in New York, des San Francisco Museums of Modern Art und des Philadelphia Museums of Art.